# Barkeria whartoniana
Barkeria whartoniana är en orkidéart som först beskrevs av Charles Schweinfurth, och fick sitt nu gällande namn av Soto Arenas. Barkeria whartoniana ingår i släktet Barkeria och familjen orkidéer. Inga underarter finns listade i Catalogue of Life.